# Гідрогеологія Угорщини
Гідрогеологія Угорщини
Гідрогеологічні області на території Угорщини відносяться переважно до відкладів кайнозою, палеозою і мезозою: артезіанські басейни Великої Середньодунайської та Малої Угорської низовин та південної частини Задунайського краю, вулканічні гори та міжгірні западини північної Угорщини з переважанням тріщинних вод, область карстових вод Задунайського середньогір'я, північної Угорщини та гір Мечек-Віллань. Особливе значення мають напірні води в сильно закарстованих доломітах тріасу та вапняках Задунайського середньогір'я. Родовища бокситів, вугілля і марганцевих руд, які розробляються в цих районах, розташовані нижче статичного рівня підземних вод. У басейнах пористих відкладів паннонського ярусу четвертинних гірських порід потужність водоносних товщ досягає 1000-6000 м. Значна частина підземних вод має підвищену температуру. Термальні води відкриті в понад 500 свердловинах. За хімічним складом води розрізняють на прості термальні, лужно-гідрокарбонатні, хлоридні, сульфатні гіркі, залізисті, сірководневі, йодисто-бромні, радіоактивні.